# Россетти, Габриэле
Габриэ́ле Россе́тти (итал. Gabriele Rossetti; 28 февраля 1783, Васто, Королевство Обеих Сицилий, — 24 апреля 1854, Лондон, Великобритания) — итальянский поэт и патриот, отец Данте Россетти, Уильяма, Марии и Кристины Россетти.
Первоначально занимался живописью, был консерватором музея в Неаполе. Активно поддерживал революцию в Италии, при наступлении реакции скрылся на английском корабле, переодевшись английским офицером. Поселившись в Лондоне, он сделался профессором итальянского языка и литературы в Лондонском королевском колледже.
Он предпринял комментарий к «Божественной Комедии» Данте (т. I—II, 1826—27), в котором пытался доказать, что тот был проникнут антипапскими и реформаторскими тенденциями, вполне соответствующими стремлениям «Молодой Италии». Критика отнеслась к этой попытке враждебно, и Россетти не довел её до конца. В защиту своих политических взглядов он издал: «Sullo spirito antipapale» (1830). При всей резкости своих нападок на светскую власть папы, Россетти был проникнут мягким религиозным миросозерцанием, как об этом свидетельствуют его стихотворения: «Iddio e l’uomo, salterio» (1833) и «L’arpa evangelica» (1852).
Полное собрание стихотворений Россетти, выдержавших много изданий, выпустил Джозуэ Кардуччи.